# アレックス・セドリック
アレックス・セドリック（Alex Sedrick、1998年2月28日 - ）は、アメリカ合衆国の女子ラグビー選手。

## プロフィール
- アメリカ合衆国・ユタ州ソルトレイクシティ出身[1]。
- ポジションはセンター(CTB)。
- 身長 160cm、体重 62kg
- 7人制女子アメリカ代表に選ばれた[2]。

## 略歴
2024年、2024パリ五輪の7人制女子アメリカ代表に選ばれて銅メダル獲得。